# 사테 소스
사테 소스는 동남아시아의 땅콩 소스이다. 흔히 사테에 곁들인다. 소스에 들어갈 땅콩은 볶은 다음 갈거나 빻아서 쓴다.

## 지역별 사테 소스
인도네시아·말레이시아·싱가포르에서는 사테 소스가 붐부 카창(인도네시아어·말레이어: bumbu kacang→콩 소스)이라 불린다. 묽은 사테 소스는 쿠아 카창(kuah kacang)이라 불리고, 땅콩 삼발은 삼발 카창(sambal kacang)이라 불린다.
인도네시아에서는 사테, 가도가도, 크토프락, 프츨 등 여러 가지 요리에 사테 소스를 사용하는데, 요리에 따라 채소 등을 양념할 때 쓰기도 하고 샐러드 드레싱으로 쓰거나 딥으로 내기도 한다.
싱가포르에서는 비훈(얇은 쌀국수) 요리인 사테 비훈을 만들 때도 사테 소스가 사용된다.
네덜란드에서는 사테크로컷 같은 인도네시아-네덜란드 퓨전 요리 외의 일반적인 네덜란드 요리에도 사테 소스가 흔히 쓰인다. 바게트를 비롯한 빵이나 오이 등의 채소, 감자튀김 등을 찍어먹는 딥으로 사테 소스가 쓰이며, 특히 감자튀김에 마요네즈와 사테 소스를 곁들여 내는 패스트푸드는 파탓 오를로흐(네덜란드어: patat oorlog→감자튀김 전쟁)라 부른다.

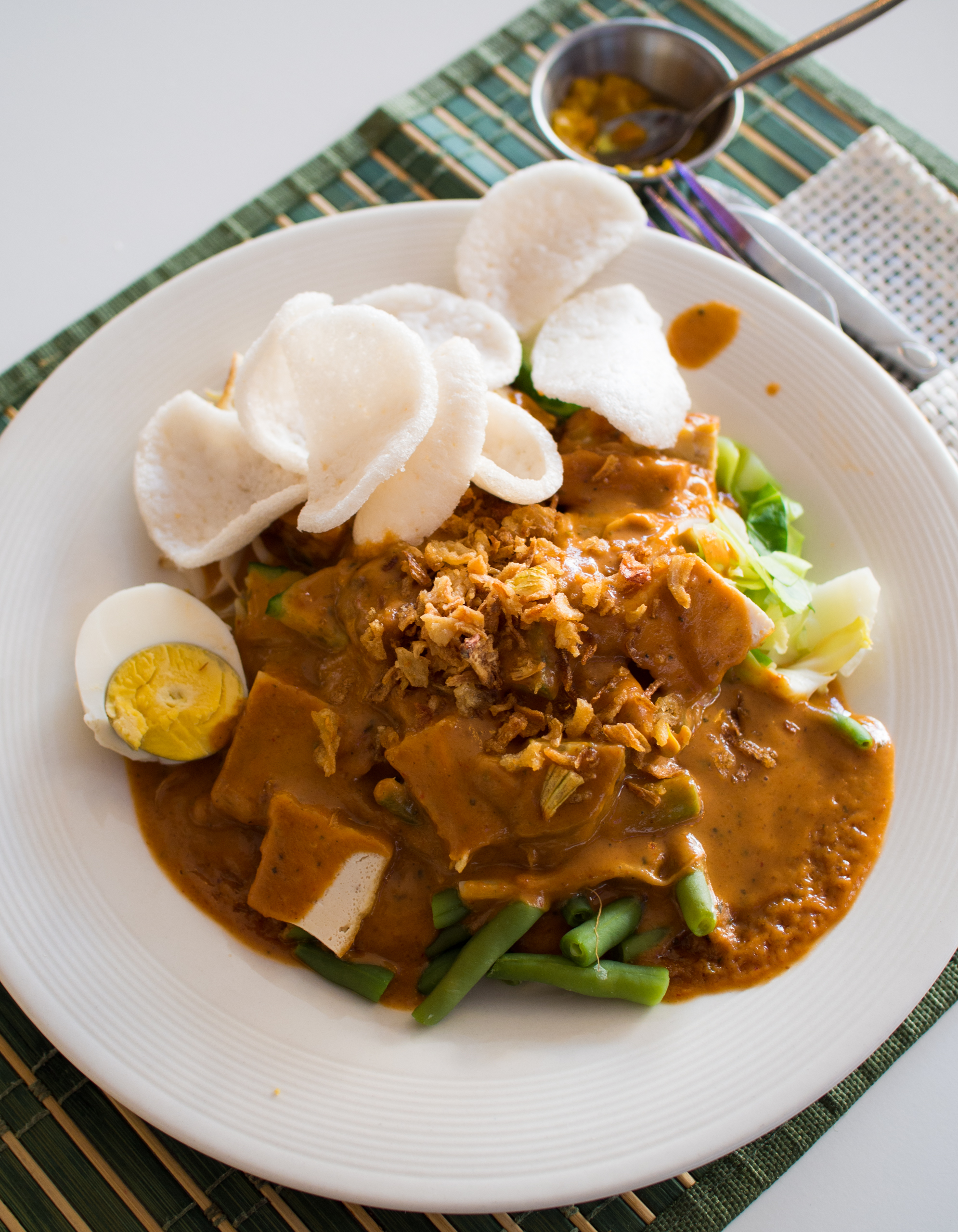
가도가도
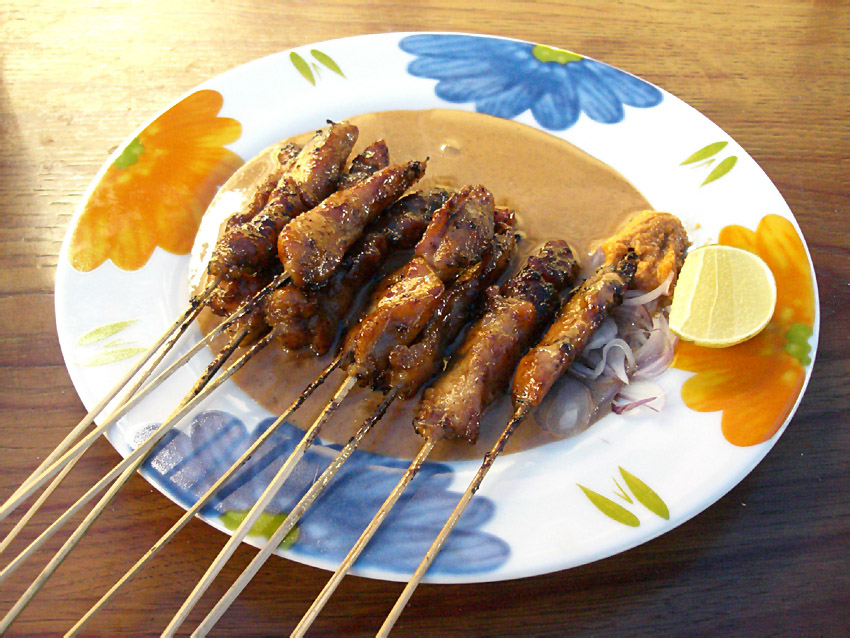
사테 소스를 곁들인 사테
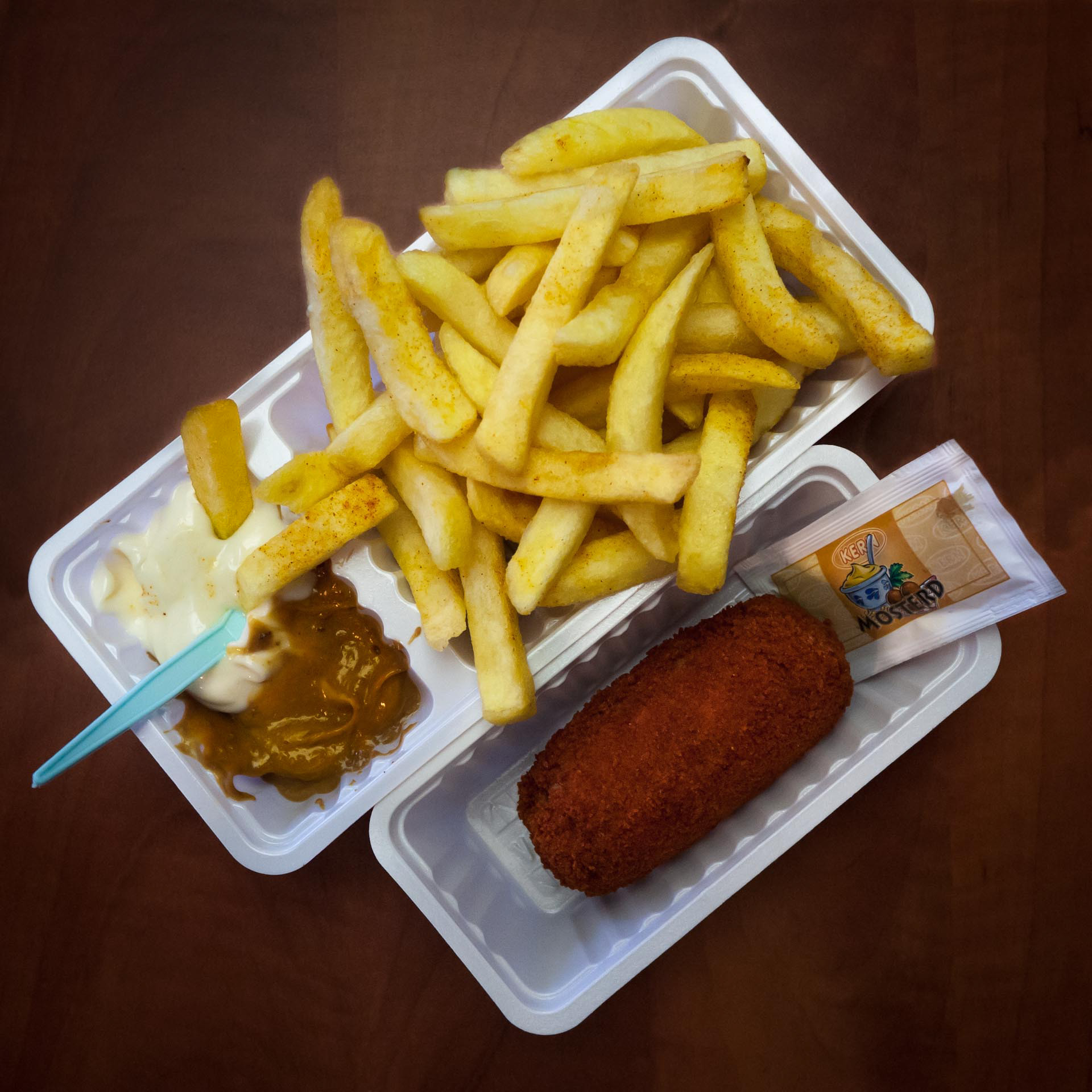
파탓 오를로흐

## 같이 보기
- 땅콩 소스